# الدوري الفنزويلي الممتاز 1954
الدوري الفنزويلي الممتاز 1954 هو موسم من الدوري الفنزويلي الممتاز. فاز فيه C.D. Vasco ‏.